# 산자마쓰리

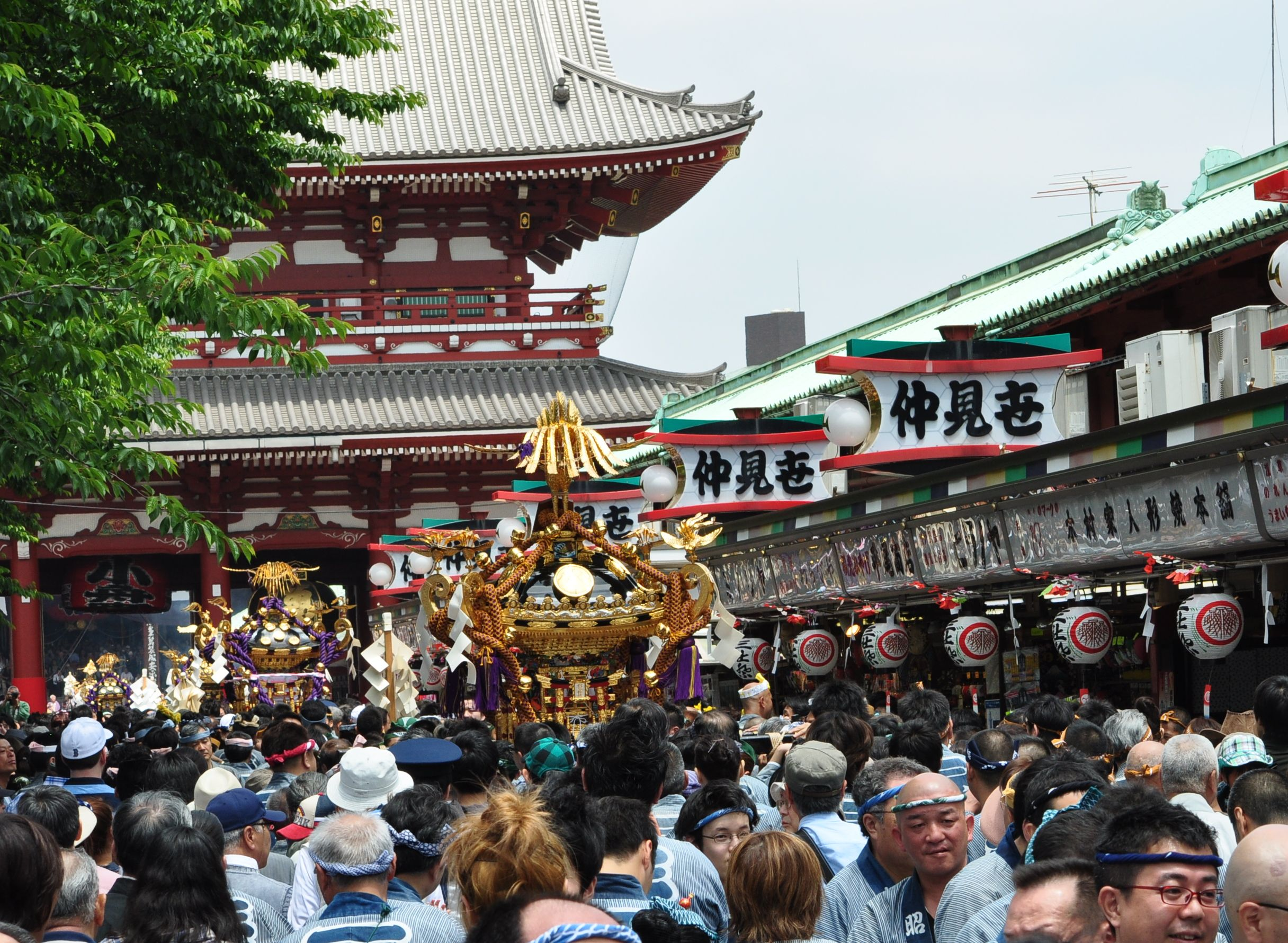
산자마쓰리의 풍경

산자마쓰리(일본어: 三社祭)는 일본 도쿄도 다이토구 아사쿠사의 아사쿠사 신사에서 매년 5월에 열리는 예대제이다.

## 같이 보기
- 일본의 문화